# Ada (Minnesota)

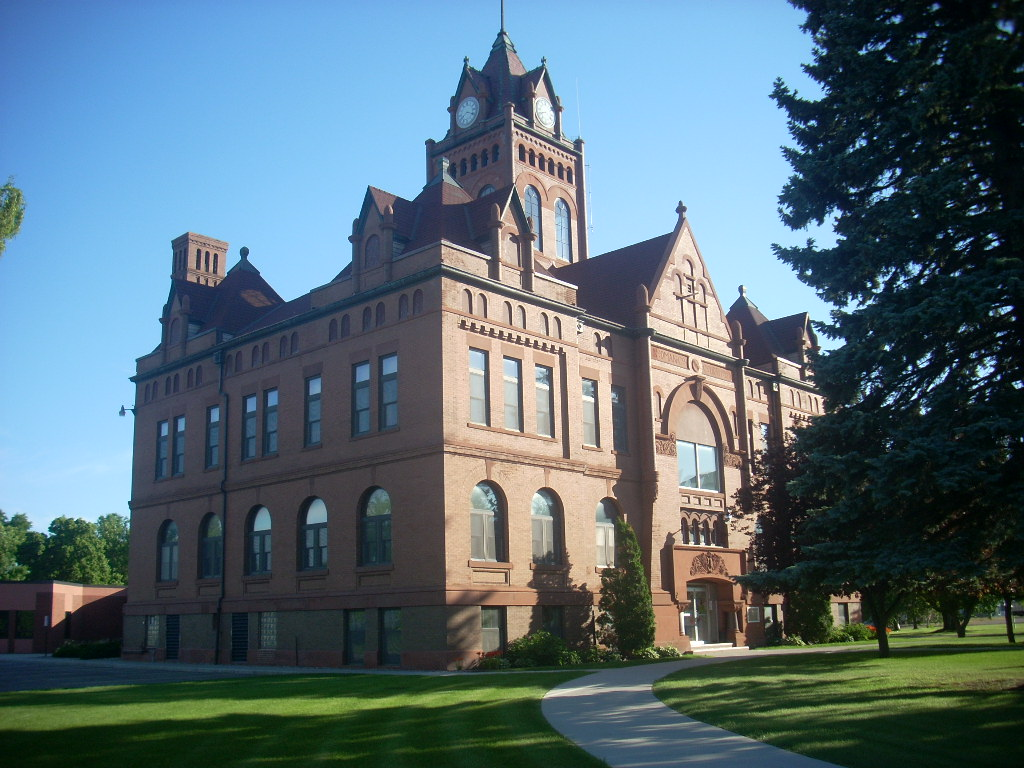
Gerechtsgebouw van Norman County in Ada.

Ada is een plaats (city) in de Amerikaanse staat Minnesota, en valt bestuurlijk gezien onder Norman County.

## Demografie
Bij de volkstelling in 2000 werd het aantal inwoners vastgesteld op 1657.
In 2006 is het aantal inwoners door het United States Census Bureau geschat op 1521.

## Geografie
Volgens het United States Census Bureau beslaat de plaats een oppervlakte van
3,5 km², geheel bestaande uit land. Ada ligt op ongeveer 275 m boven zeeniveau.